# Fluviphylax
Fluviphylax é um gênero de minúsculas poecílides nativas da Bacia Amazônica, Bacia do Orinoco e Bacia do Oiapoque na América do Sul.

## Espécies
Cinco espécies reconhecidas são colocadas neste gênero:
- Fluviphylax obscurus WJEM Costa, 1996[2]
- Fluviphylax palikur WJEM Costa & Le Bail, 1999
- Fluviphylax pygmaeus ( GS Myers & J. de P. Carvalho, 1955)
- Fluviphylax simplex WJEM Costa, 1996
- Fluviphylax zonatus WJEM Costa, 1996